# Axel Schildt

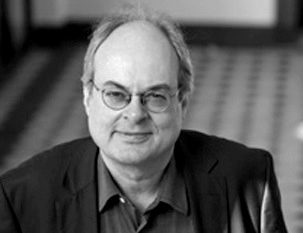
Axel Schildt (2011)

Axel Friedrich Schildt (* 9. Mai 1951 in Hamburg; † 5. April 2019 ebenda) war ein deutscher Historiker. Seine Arbeitsgebiete waren vor allem die Intellektuellengeschichte des 20. Jahrhunderts, die Mediengeschichte des 20. Jahrhunderts sowie die Sozial- und Kulturgeschichte der Bundesrepublik. Er war von 2002 bis 2017 Leiter der Forschungsstelle für Zeitgeschichte in Hamburg und Professor für Neuere Geschichte an der Universität Hamburg.

## Leben
Axel Schildt wuchs in Großhansdorf auf. Er legte 1970 das Abitur an der Stormarnschule in Ahrensburg ab. Anschließend studierte er von 1970 bis 1978 die Fächer Politikwissenschaft, Soziologie, Geschichte, Literaturwissenschaft und Philosophie in Hamburg und an der Philipps-Universität in Marburg. Bereits früh engagierte sich Schildt politisch. Er war etwa Redakteur der vom Marburger AStA herausgegebenen Studentenzeitschrift. 1977 machte Schildt das Erste Staatsexamen in den Fächern Deutsch, Sozialkunde, Philosophie, Erziehungswissenschaften und 1982 das Zweite Staatsexamen für das Lehramt an Höheren Schulen. 1980 erfolgte in Marburg seine Promotion über das Thema Querfront mit dem Titel Die Querfrontkonzeption der Reichswehrführung um General Kurt von Schleicher am Ende der Weimarer Republik. Die Arbeit wurde betreut und begleitet von Reinhard Kühnl und Gerd Hardach. Von 1983 bis 1985 und wieder in den Jahren von 1987 bis 1990 war er Wissenschaftlicher Mitarbeiter am Historischen Seminar der Universität Hamburg. Im Jahr 1992 habilitierte er sich in Hamburg über Freizeit, Massenmedien und „Zeitgeist“ in der Bundesrepublik in den 50er Jahren. Als Privatdozent war Schildt an der Universität Hamburg in der Zeit von 1992 bis 1997 tätig. Schildt war Vertretungsprofessor für Neuere Geschichte und Zeitgeschichte an der Universität Hamburg vom Sommersemester 1994 bis Wintersemester 1995/96.
Von 1997 bis 2002 war er stellvertretender Direktor der Forschungsstelle für Zeitgeschichte in Hamburg und außerplanmäßiger Professor am Historischen Seminar der Universität Hamburg. Im Jahr 2002 wurde er Direktor der Forschungsstelle für Zeitgeschichte in Hamburg und Professor für Neuere Geschichte an der Universität Hamburg. Ab 2008 war er ordentliches Mitglied der Akademie der Wissenschaften in Hamburg und ab 2013 Mitglied im Vorstand der Bundeskanzler-Willy-Brandt-Stiftung in Berlin, deren Internationalen Beirat er ab 2008 angehört hatte. Vom 1. Oktober 2011 bis 30. September 2013 war er als Direktor freigestellt, um ein Forschungsprojekt durchzuführen. Schildt wurde in dieser Zeit von Kirsten Heinsohn vertreten. Nach Ablauf des Sommersemesters 2017 wurde Schildt emeritiert. In der 15 Jahre dauernden Ära Schildts wurde der inhaltliche Schwerpunkt der Forschungsstelle von der NS-Geschichte zur Zeitgeschichte ausgedehnt, wobei der Nationalsozialismus bis in die Gegenwart hinein einen wichtigen Stellenwert einnahm. Vor allem die kulturgeschichtliche Perspektive wurde unter Schildt besonders markant. Von 120 Büchern, die vom Institut seit seiner Gründung in eigenen Publikationsreihen oder als Einzelveröffentlichungen erschienen, sind 57 und damit fast die Hälfte seit Schildts Arbeitsbeginn als Direktor im Jahre 2002 publiziert worden. Unter Schildt wurden von der Forschungsstelle alltagsnahe Themenfelder erschlossen, wie zum Beispiel die Geschichte der Sexualität, und die Themen wurden internationaler, wie etwa an Arbeiten zur Geschichte des Hamburger Hafens oder zur Geschichte des Kaffees deutlich wurde.
Er war verheiratet und hatte eine Tochter. Schildt starb im April 2019 an einer Krebserkrankung. Bis wenige Tage vor seinem Tod arbeitete er an seinem Buch Medienintellektuelle in der Bundesrepublik. Seine letzte Ruhestätte fand er auf dem Friedhof Ohlsdorf.

## Forschungsschwerpunkte
Seine wissenschaftlichen Schwerpunkte waren politische Geschichte, Sozial-, Kultur- und Mediengeschichte, Stadtgeschichte und zuletzt vor allem Intellektuellengeschichte. Einzelne Forschungsfelder waren die Geschichte des Wohnens, der Freizeit, der Massenmedien, besonders für die Zeit nach dem Zweiten Weltkrieg, weiterhin die Geschichte der Suburbanisierung in Deutschland nach dem Zweiten Weltkrieg, sowie die Geschichte europäischer Jugendkulturen im 20. Jahrhundert. Er veröffentlichte 1988 eine sozialgeschichtliche Untersuchung über die bereits seit 1946 erbauten Grindelhochhäuser. Für die Reihe „Hamburger Köpfe“ verfasste er eine Biographie zu Max Brauer. Mit seiner 1995 erschienenen Habilitation über Freizeit, Massenmedien und „Zeitgeist“ in der Bundesrepublik der 50er Jahre legte er eine medien- und konsumgeschichtliche Pionierstudie vor. Er befasste sich ausgehend von seiner Dissertation zur Querfrontkonzeption Kurt von Schleichers wiederholt mit der Geschichte des Konservatismus. Schildt veröffentlichte 1998 eine Gesamtdarstellung zur Geschichte des deutschen Konservatismus. Mit dieser Arbeit soll „versucht werden, die Geschichte des deutschen Konservatismus – vornehmlich aus der Perspektive der Konservativen und nicht aus der Sicht der jeweiligen zeitgenössischen Kritiker – als eines geistigen und politischen Phänomens so zu beschreiben, daß seine komplizierten Wege und Umwege als Anpassungs- und Wandlungsprozesse nachvollziehbar werden“. Schildt wandte sich gegen die These, die davon ausging, „daß sich die konservative Bewegung von einer Ideen- zu einer Interessenpartei verformt hätte“. Es ist „statt dessen von einem fortdauernden Konflikt zwischen Idealen und Interessen auszugehen.“ Durch die Beschäftigung mit der Geschichte des Konservatismus erschloss sich ihm auch ab den 1980er Jahren mit der Geschichte der bundesdeutschen Gesellschaft nach 1945 ein weiteres großes Arbeitsgebiet.
Schildts alltags- und kulturgeschichtliche Forschungen greifen weit über die Politikgeschichte hinaus. Nach Frank Bösch machte Schildt als Direktor die Forschungsstelle für Zeitgeschichte „zu einer Keimzelle für derartig originelle und lebensnahe Themen – vom ‚Speckgürtel‘ bis hin zum deutschen ‚Krautrock‘“. Unter seiner Leitung als Direktor legte die Forschungsstelle unter anderem 57 Buchpublikationen vor. Im Jahre 2007 veröffentlichte er für die Enzyklopädie deutscher Geschichte den Band Die Sozialgeschichte der Bundesrepublik Deutschland bis 1989/90 und bündelte damit den Forschungsstand. Darin beobachtete er trotz der spezifischen Nachwirkungen des Nationalsozialismus, eine „Annäherung an ähnliche gerichtete Prozesse in anderen westeuropäischen Gesellschaften“ im Hinblick auf Konsum, Freizeit und Massenmedialisierung. Für denselben Zeitraum verfasste er gemeinsam mit Detlef Siegfried die Gesamtdarstellung Deutsche Kulturgeschichte, die 2009 veröffentlicht wurde. Die von ihm betreuten Dissertationen beschäftigen sich vor allem mit Themen der Sozial-, Kultur-, Medien- und Intellektuellengeschichte des 20. Jahrhunderts. In seinem 1999 aus Anlass des 50. Jahrestages der Staatsgründung veröffentlichten Artikel gibt es mit der Erfolgs-, Misserfolgs-, Belastungs-, Modernisierungs- und Verwestlichungsgeschichte „fünf Möglichkeiten, die Geschichte der Bundesrepublik zu erzählen“.
Für seine Verdienste um die hamburgische Geschichte verlieh ihm 1999 der Verein für Hamburgische Geschichte die Verein für Hamburgische Geschichte#Lappenberg-MedailleLappenberg-Medaille. Am 9. Mai 2016 und damit zu seinem 65. Geburtstag hat Schildt für seine zeithistorischen Forschungen die Medaille für Kunst und Wissenschaft der Stadt Hamburg erhalten. Er arbeitete zuletzt an einer Intellektuellengeschichte der Bundesrepublik. Schildt starb am 5. April 2019 im Alter von 67 Jahren in seiner Heimatstadt Hamburg.
Von 2011 arbeitete er bis wenige Tage vor seinem Tod an dem Buch Medien-Intellektuelle in der Bundesrepublik, in dem die westdeutsche Ideengeschichte als eine Kombination aus Intellektuellen- und Mediengeschichte präsentiert wird. Im Jahr 2020 wurde es postum veröffentlicht. Das Buch erlebte innerhalb weniger Wochen drei Auflagen. 

## Schriften (Auswahl)
Schriftenverzeichnis
- Publikationsverzeichnis von Prof. Dr. Axel Schildt (1951–2019). In: Auskunft. Zeitschrift für Archiv, Bibliothek und Information. Band 42, 2022, S. 346–387.

Monographien
- Militärdiktatur mit Massenbasis? Die Querfrontkonzeption der Reichswehrführung um General von Schleicher am Ende der Weimarer Republik (= Campus Forschung. Band 225). Campus-Verlag, Frankfurt u. a. 1981, ISBN 978-3-593-32958-1 (Zugleich: Marburg, Universität, Dissertation, 1980 unter dem Titel: Querfront – Die politische Konzeption der Reichswehrführung um General Kurt von Schleicher am Ende der Weimarer Republik).
- Die Grindelhochhäuser. Eine Sozialgeschichte der ersten deutschen Wohnhochhausanlage Hamburg-Grindelberg 1945–1956 (= Schriftenreihe des Hamburgischen Architekturarchivs. Band 1). Christians, Hamburg 1988, ISBN 978-3-7672-1037-0 (Neuauflage Dölling und Galitz, München u. a. 2007, ISBN 978-3-937904-50-4).
- Moderne Zeiten. Freizeit, Massenmedien und „Zeitgeist“ in der Bundesrepublik der 50er Jahre (= Hamburger Beiträge zur Sozial- und Zeitgeschichte. Band 31). Christians, Hamburg 1995, ISBN 3-7672-1218-8 (online).
- Konservatismus in Deutschland – von den Anfängen im 18. Jahrhundert bis zur Gegenwart. Beck, München 1998, ISBN 3-406-42041-9.
- Zwischen Abendland und Amerika. Studien zur westdeutschen Ideenlandschaft der 50er Jahre (= Ordnungssysteme. Band 4). Oldenbourg, München 1999 (Zugl. Teildruck von: Hamburg, Univ., Habil.-Schr., 1992), ISBN 3-486-56344-0.
- Max Brauer. Ellert & Richter, Hamburg 2002, ISBN 3-8319-0093-0.
- Die Sozialgeschichte der Bundesrepublik Deutschland bis 1989/90 (= Enzyklopädie deutscher Geschichte. Band 80). Oldenbourg, München 2007, ISBN 978-3-486-56603-1.
- mit Detlef Siegfried: Deutsche Kulturgeschichte. Die Bundesrepublik – 1945 bis zur Gegenwart. Hanser, München 2009, ISBN 978-3-446-23414-7.
- Annäherungen an die Westdeutschen. Sozial- und kulturgeschichtliche Perspektiven auf die Bundesrepublik. 14 Beiträge zur Geschichte der alten Bundesrepublik. Wallstein-Verlag, Göttingen 2011, ISBN 978-3-8353-0931-9.
- Medien-Intellektuelle in der Bundesrepublik. Herausgegeben und mit einem Nachwort versehen von Gabriele Kandzora und Detlef Siegfried. Wallstein-Verlag, Göttingen 2020, ISBN 978-3-8353-3774-9

Herausgeberschaften
- Massenwohnung und Eigenheim. Wohnungsbau und Wohnen in der Großstadt seit dem Ersten Weltkrieg (= Campus Forschung. Band 589). Campus-Verlag, Frankfurt am Main u. a. 1988, ISBN 3-593-33989-7.
- mit Arnold Sywottek: Modernisierung im Wiederaufbau. Die westdeutsche Gesellschaft der 50er Jahre. Dietz, Bonn 1998, ISBN 3-8012-4042-8.
- mit Ulrich Herbert: Kriegsende in Europa. Vom Beginn des deutschen Machtzerfalls bis zur Stabilisierung der Nachkriegsordnung 1944–1948. Klartext-Verlag, Essen 1998, ISBN 3-88474-511-5.
- mit Detlef Siegfried und Karl Christian Lammers: Dynamische Zeiten. Die 60er Jahre in den beiden deutschen Gesellschaften. Hrsg. Forschungsstelle für Zeitgeschichte in Hamburg. 2. Auflage, Christians, Hamburg 2003, ISBN 3-7672-1356-7.
- Deutsche Geschichte im 20. Jahrhundert. Ein Lexikon. Beck, München 2005, ISBN 3-406-51137-6.
- mit Detlef Siegfried: Between Marx and Coca-Cola. Youth Cultures in Changing European Societies, 1960–1980. Berghahn Books, New York u. a. 2006, ISBN 1-84545-009-4.
- mit Irmela von der Lühe und Stefanie Schüler-Springorum: „Auch in Deutschland waren wir nicht wirklich zu Hause“. Jüdische Remigration nach 1945 (= Hamburger Beiträge zur Geschichte der deutschen Juden. Band 34). Wallstein-Verlag, Göttingen 2008, ISBN 3-8353-0312-0.
- Massenmedien im Europa des 20. Jahrhunderts (= Industrielle Welt. Schriftenreihe des Arbeitskreises für Moderne Sozialgeschichte. Band 77). Böhlau, Köln u. a. 2010, ISBN 3-412-20443-9.
- mit Alexander Gallus: Rückblickend in die Zukunft. Politische Öffentlichkeit und intellektuelle Positionen in Deutschland um 1950 und um 1930 (= Hamburger Beiträge zur Sozial- und Zeitgeschichte. Band 49). Wallstein-Verlag, Göttingen 2011, ISBN 3-8353-0871-8.
- mit Rainer Nicolaysen: 100 Jahre Geschichtswissenschaft in Hamburg (= Hamburger Beiträge zur Wissenschaftsgeschichte. Band 18). Reimer, Berlin u. a. 2011, ISBN 978-3-496-02838-3.
- Von draußen. Ausländische intellektuelle Einflüsse in der Bundesrepublik bis 1990 (= Hamburger Beiträge zur Sozial- und Zeitgeschichte. Band 55). Wallstein, Göttingen 2016, ISBN 978-3-8353-1808-3.
- mit Knud Andresen und Mario Keßler: Dissidente Kommunisten. Das sowjetische Modell und seine Kritiker. Metropol Verlag, Berlin 2018, ISBN 978-3-86331-426-2.